# Березівка (Уманський район)
Березі́вка — село в Україні, в Іваньківській сільській громаді Уманського району Черкаської області. Розташоване на обох берегах річки Гірський Тікич (притока Тікичу) за 21 км на північний схід від селища Маньківка. Населення становить 483 особи (станом на 1 січня 2017 р.).

## Історія
Село вперше згадано в 1763 році в зв'язку з наданням місцевій парафії фундушевої грамоти, назва походить від березових гаїв.
У 1764 році тут закладено й освячено на новому місці греко-католицьким сокальським протопопом Левом Пліскевичем церкву святого великомученика Димитрія. Перейшла з греко-католицизму до православ'я в 1768 році.
У 1768 році тут було 114 господарств, у 1783 — 77, а в 1784 проживало 553 мешканця.

У 1864 році Лаврентій Похилевич записує: 
|  | Березовка, село при реке Тикиче, в 3-х верстах ниже местечка Буков. Жителей обоего пола: православных 700, римских католиков 8, евреев 8, земли 2346 десятин. Церковь Дмитриевская, деревянная, 7-го класса; земли имеет 71 десятину. Построена 1764 года. |

У 1900 році Березівка Іваньківської волості мала 109 дворів; число мешканців: чоловіків −506, жінок — 498. Тут діяли церква, два водяних млини, маслобійня.
У 1905 році Березівка належала до Іваньківської волості Уманського повіту Київської губернії, у землекористуванні населення було 1908 десятин орної землі; дворів було 230.
У 1913 році в селі мешкало 1118 осіб; діяла церковно-приходська школа; працювало два млини.
У 1960-х роках довкола села виявлено глиняний посуд періоду трипільської культури, височіло шість курганів.

## Легенди села
Легенда про походження назви села
Давним-давно, коли ще була панщина, в селі жив пан Березовський. Він був добрий. Поважав людей, позичав гроші під малі проценти. Як виходили на поле працювати, то вмикав музику (грамофона). По закінченню жнив влаштовував бал. Люди могли балювати цілий тиждень, було дуже  багато випивки і панської їжі. Якщо жінка родила дитину, то мала право місяць не виходити на роботу. Дозволяв справляти весілля у всі пори року. Він був добрий пан.
Але жив у селі чоловік, який не любив пана. Всі про це знали. Він казав, що вб'є пана. І вбив його. Після того більше цього чоловіка не бачили. Всі люди села жаліли і плакали за Березовським. Після смерті Березовського його жінка зібрала всіх і сказала: "Я закопаю ці стовпи. Ваше село будуть обходити різні біди. Воно ніколи не постраждає від сильних вітрів, дощів, блискавок. Люди в цьому селі будуть жити по-середньому, ні бідно ні багато.
Сказавши це, вона сіла в карету і поїхала.
Селяни порадилися і назвали село на честь пана — Березівка. Старші люди припускають, що стовпи закопані на краю села.
Розповіла Біда Анна Прокопівна 1925 року народження.
Про  Безодню
Давним-давно на краю села стояла церква, у якій правилося щонеділі і в празники. Напередодні Великодня, коли правилося в церкві, церква несподівано провалилася під землю разом із людьми, які були там.
Те місце, де провалилася церква, наповнилося водою і утворилася криниця, яку назвали — Безоднею.
З тих пір кажуть, що кожного року на Великдень опівночі на тому місці, де провалилася церква, чути дзвін дзвонів і спів хору. Кажуть, що вода на тому місці ніколи не замерзає і криниця не має дна.
А люди, які живуть на Кирничках, наказують дітям, щоб не йшли туди гратися.
Якщо буває посуха, то до криниці йдуть вдови святити її.
Але останній раз, коли святили Безодню, пройшла сильна злива і позносило городи. З тих пір до Безодні не йдуть.
Розповіла Шевченко Марія Трифонівна 1930 року народження.

## Історія сільської школи
Під час будівництва школи відзначився як найкращий муляр Степан Карпович Біда, що народився 1939 року, під час війни. Також він брав участь у зведенні сільського клубу.

## Історія сільського млина
За давніми переказами жителів села млину понад 400 років. На жаль, ніхто раніше спогадів не записував, а люди, які пам'ятали давнішу історію, відійшли у вічність. Ось що згадує житель села Кучеренко Т. Д. 1925 р.н. «Моя мама була ще маленькою до 5 років (народилася в 1882 р.) то її дід Курінний (ім'я не збереглося) розповідав, що пам'ятав мельницю ще малим, вона вже була старою. Дід прожив на світі 101 рік, то я думаю, що млин був у XVII ст. або і раніше».
Іще один спогад. Січкар Марія Григорівна 1918 року народження згадує: «Мій тато Григор возив з мельниці кулі (мішок вагою 1 центнер) з борошном на станцію, і їх відправляли в Москву і Петербург».
Історію млина більше вдалося прослідкувати з кінця XIX ст. за розповіддю того ж таки Кучеренка Т. Д., який довгий час працював учителем у місцевій школі і цікавився історією рідного краю. Тимофій Данилович пригадує, що чув від старших односельців зокрема, діда Сніцара Оліяна, який був механіком на месниці в 40 роках XX ст.
В 1900 році була проведена реконструкція млина: водяне колесо було замінено на німецьку водяну турбіну (збереглась і дотепер), вона приводилася в рух великим потоком води, що спрямовувався по каналах від греблі. Турбіна рухала механізми млина. В тому ж році млин було обладнано вальцями (12 пар), в тому числі був один верстат для виробництва манної крупи. Це обладнання австрійське, привезене із Швейцарії. Був поставлений генератор постійного струму потужністю 4 кіловати. Струму вистачало для освітлення навколишніх прибудов, кажуть, що світло було й у попівській хаті. Стояв біля млину й паровик (парова машина) на випадок нестачі води. Отже, основні операції ще на початку XX ст. були механізовані. Вручну пересівали борошно на великому підвішеному ситі, яке рухалося збоку в бік з допомогою 4 людей, переважно жінок. От і сіяли жіночі руки біле борошно — і ставало воно джерелом життя для мешканців Москви, Петербурга та навіть Німеччини.
Вище млина, де зараз дорога і парк, були два великі амбари з глибокими, викладеними дубовими колодами, ямами для запасу зерна приблизно на 4 тони кожна. Звідти по шнеках зерно поступало в млин через спеціальні віконця.
Поряд з млином, ближче до річки, стояла дерев'яна будівля млина разового помолу на 4 камені (саме цю будівлю називали млином), тут, крім борошна, дерли різні крупи. Весь комплекс був приватним, господар його жив у Москві, а млин здавав в оренду. До речі, очевидно, майно було застраховано, тому що під час останнього ремонту приміщення (за радянських часів) було знайдено вивіску, вилиту з бронзи, з написом: «Страховое общество Саламандра в Москве. 1848г.»
До 1917 р. був побудований в Березівці ще один млин, громадський, нижче по течії річки, але загачена греблею вода підтопила турбіну в млині. Громадський млин закрили з умовою, що один день на тиждень (четвер) млин працюватиме для селян. На думку оповідача, саме завдяки млину село Березівка не було закріпачене. Серед селян мало було голоти, більше переважали заможні родини, бо займалися перевезенням зерна, борошна, круп. За відвіз однієї хури борошна на станцію Поташ давали 1 куль висівок. Утримували домашню живність.
У 20 роках млин став державним підприємством, яке працювало і давало роботу цілий рік. Навесні 1932 року березівчан спіткала біда, яка назавжди закарбувала в пам'яті односельців прізвище Дмитрук (завідувач млином). Він запізнився спустити воду, загачену для резерву, у цей час на річці почалася повінь. Рівень води піднявся на 6,5 метра, греблю прорвало. Люди добре пам'ятають, як впродовж 4 днів, ніби прощаючись, кружляла у вирі дерев'яна будівля разового млина. Потім течія підхопила і понесла, наче пір'їни, важкі борошномельні камені. Держава відмовилася від млина. Очевидно, через брак коштів на ремонт. Парову машину забрали на станцію Поташ (тягли її під гору 22 пари волів). Млин перейшов у колгоспну власність. У 1937 році прокопали нові канали, загатили річку, на млині встановили два борошномельні камені і він вже став млином разового помолу. Так він працював до Другої світової війни. Під час війни гатку було зруйновано. Березівчани як могли знову загатили її, використавши для цього навіть німецьку броньовану машину, бо хліб потрібен був всім і завжди.
В повоєнні роки млин став електричним. Борошномельні камені рухалися від електродвигуна. Лише в 1957 році був запущений знову основний механізм — два верстати на три пари вальців. І потекло знову борошно вищого ґатунку. В 1961 році було запущено ще одну пару вальців і зроблено механічну подачу зерна у ківш, яка працює і донині.
Змінилась довколишня територія, давно немає просторих амбарів і водяного колеса, вкрита шаром мулу велика турбіна, але б'ється механізоване серце кам'яного млина, що оберігає спокій березівчан. Щороку, ніби в подяку за це, збираються односельці біля млина теплої липневої ночі і співають купальських пісень, ведуть хороводи.

## Голодомор 1932—1933 років
Село не обминув Голодомор 1933 року, під час якого померло 57 селян, жителі села згадують про ті часи так:
Розповідь жительки села Березівка, Кучерини Меланки Левківни 1921 року народження:
«Ішов 1932 рік. Була в нас сім'я сім чоловік. Старша сестра моя уже була заміжня. Нас розкуркулили, бо батько не хотів іти в колгосп. Батька забрали, а брати старші мої десь пішли і я їх більше не бачила. Нас вигнали з хати і все забрали. Мамка взяли мене і меншу сестру Полю і пішли в Попівку. Там ми перезимували з горем — бідою голодні. Весною 1933 року вернулися в свою хату, травень місяць був холодний і голодний. Мама померли. Прийшли дідуньо і збили якусь коробку і уклали Мамку туди. А я з Полькою до школи, там нас повели збирати довгоносиків, то ми їх не збирали, а брали торішній горошок і їли. Отож я прийшла з поля до школи, а Полька не прийшла, бо вже не могла, її привіз якийсь дядько, а я її насилу привела додому. Ми з нею повилазили спати на холодну, голу піч. Мамка лежали мертві на землі. Вночі Полька коло мене не хропла. Вона вмерла, а я не знала. І коли рано прокинулась, то вона була дуже холодна. Я пішла до бабуньки і дідунька. Вони прийшли, повернули мамку боком і поклали коло неї Полю. Я залишилась одна. Як ми були удвох, то Полька піде і випросить у людей якогось буряка, то ми його разом і згриземо. А я не просила, не могла. Піду спіймаю жабу в річці і з'їм. Потім прийшов голова сільради і вигнав мене з хати. Мене забрали в майдан. Там були усі сироти.»
Розповідь жительки села Березівка Костяної Марії Юхимівни 1910 року народження:
«1932 рік був врожайним роком. Та весь врожай, що мали люди, забрали активісти. На той час в людей забирали все: хліб, квасолю, борошно. На людей накладали податки, але ніхто їх не міг виплатити в зв'язку з тим, що вони були дуже високими. Тоді забирали все з хати. На кожну хату накладали різні податки. На одну хату яйця, на другу молоко, на третю м'ясо. Люди ходили в ліс, рвали листя з липи і їли його. Рвали цвіт з акації і їли його сирим, або терли, варили і їли. Коли стало тепліше, то ходили ловити скайки, їли їх. Ловили черепахи, їх клали на розпечене деко. Черепахи бахкали, їх чистили, сікли, кидали туди бур'ян і робили котлети, або їли так. багато людей не вижило. Були такі випадки, що люди падали прямо під тином, на дорозі. У нас була корова — то ми вижили, бо було молоко. А хто зарізав корову, бо не було що їсти, то той вмирав, людей брали, клали на віз, везли на кладовище. Викопували одну яму і всіх туди скидали. Брали також і тих, хто ще трохи дихав, їх вкидали в яму. Хто сильніший, то той вилазив з ями. Їздовий їздив попід хати, на возі. Життя було дуже тяжким.»

## Село в часи Другої світової війни
Село Березівка знаходилось в окупації з 18.08.1941 р. по 06.03.1944 р. 9 січня 1944 р. радянські війська вперше зайшли в село, яке знаходилося ззовні кільця оточення фашистів в Корсунь-Шевченківській операції. 6 березня 1944 р. Березівка була звільнена. В боях за село загинуло 35 осіб.
У війні 1941—1945 рр. загинуло 131 осіб березівчан. В фашистському рабстві загинуло 11 осіб.
На сільському кладовищі покояться тіла двох медсестер. Офіційних даних про них немає, як розповідають старожили, одна з них — Ігнатенко Марія, родом з Ладижинки, Уманського району.

## Традиції села
Березівка багата родючими землями, гарною мальовничою природою, своїми традиціями, працьовитими і талановитими людьми. Деякі поля досі зберегли свої назви з минулих століть: Далекий схід, Варівський хутір, Меєрів хутір (названі так тому, що в 20-30-х роках там проживали і вели своє господарство сім'ї одноосібників на прізвище Вара і Меєр). З північного боку села знаходиться урочище Чагарі — це штучно створене людьми насадження із дерев та кущів для того, щоб запобігти ерозії ґрунтів та поглибленню ярів. Зі східного боку розташоване аналогічне урочище Марчиха, що дістало свою назву від прізвиська жінки, яка жила на краю села. Березівські поля розмежовують глибокі і малі ярки.
Є й урочище під назвою Глибокий Яр, де і в найбільшу спеку прохолодно та волого.
Як і кожне село в Україні, Березівка складається із довгих вулиць та маленьких куточків. Існують традиційні назви вулиць. Є вулиця Благовісна (Леніна), Шевченка, Чайковського, Гагаріна. Із давніх-давен вживаються народні назви Поволожа, Варівська, Зелена, Козинна, Кирнички.
Збереглись не тільки традиційні назви вулиць, а й традиційні заняття сільських майстрів. На вулиці Шевченка проживав вчитель Кучеренко Тимофій Данилович, який також любив майструвати і малювати. Його картини милують око в хатах багатьох односельчан і навіть за кордоном.
В даний час в селі продовжує справу династії майстрів по дереву Шургай Григорій Адамович, який успадкував майстерність від батька і передає як естафету своєму сину Олександрові. Вони виготовляють різноманітні вироби: меблі, вікна, двері. Їхні вироби користуються попитом в односельчан, а також за межами села.

## Населення

### Мова
Розподіл населення за рідною мовою за даними перепису 2001 року:
| Мова            | Кількість | Відсоток |
| --------------- | --------- | -------- |
| українська      | 600       | 97.56%   |
| болгарська      | 6         | 0.98%    |
| російська       | 4         | 0.65%    |
| білоруська      | 2         | 0.33%    |
| румунська       | 2         | 0.33%    |
| інші/не вказали | 1         | 0.15%    |
| Усього          | 615       | 100%     |

## Відомі люди
- Подзигун Володимир Пилипович (* 11 квітня 1923 — † 28 квітня 2001) — Герой Радянського Союзу.
- Мельник Станіслав Анатолійович (11.07.1961 — 09.03.2015) — український політик, народний депутат України від Партії регіонів V, VI, VII скликань.
- Мадюдя Мефодій Улянович (* 16 липня 1922 — † 07 січня 1944) — лейтенант, ад'ютант полковника Ю.Фоміна — командира 225-го танкового полку 38-ї армії Воронезького (1-го Українського) фронту. Брав участь у визволенні столиці України у 1944 році, їхній екіпаж серед перших подолав Дніпро під час Київського наступу. Нагороджений орденом Червоної Зірки. Похований на могилі Невідомого солдата в Парку Вічної Слави міста Києва.

## Галерея

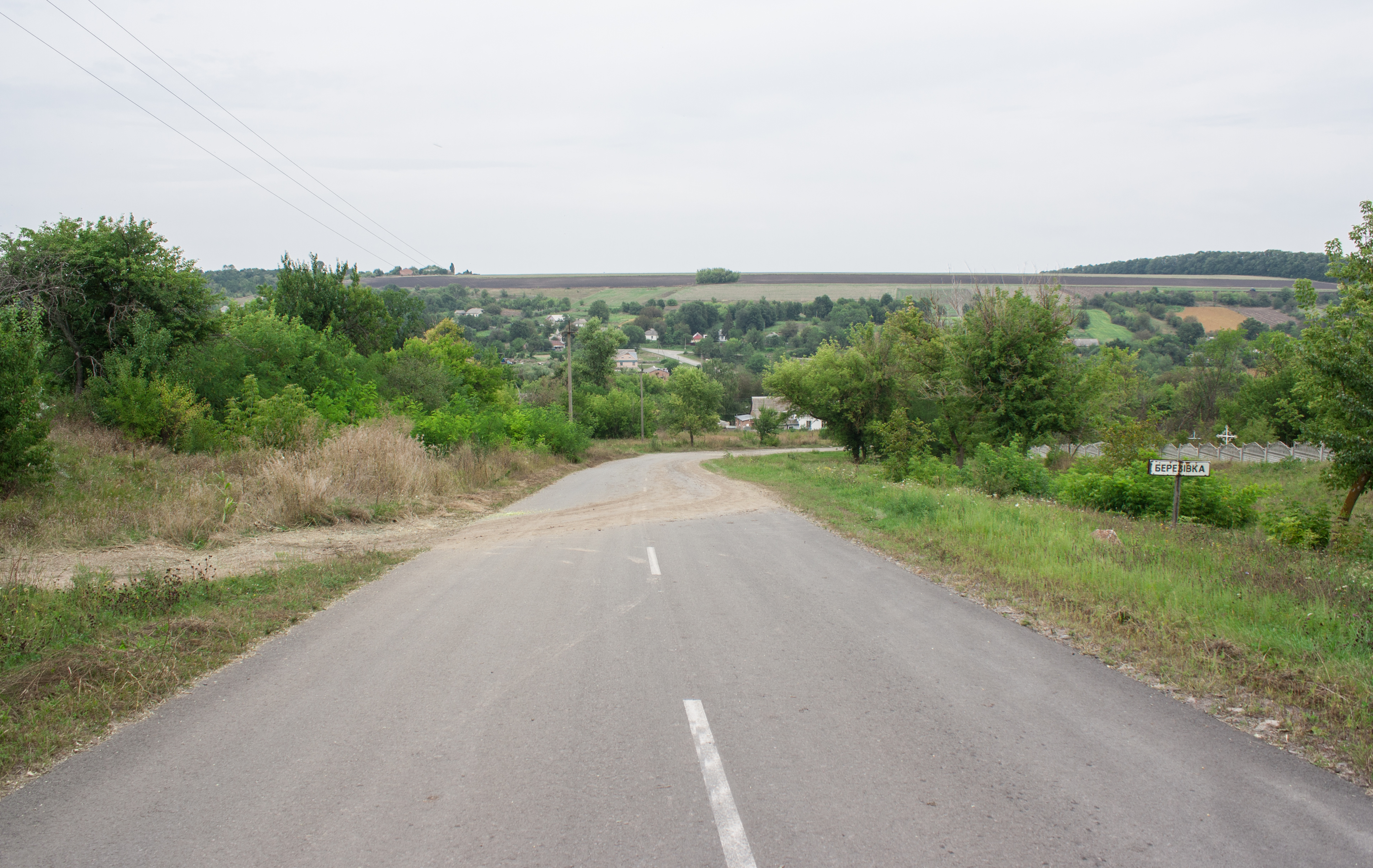
Вид на село
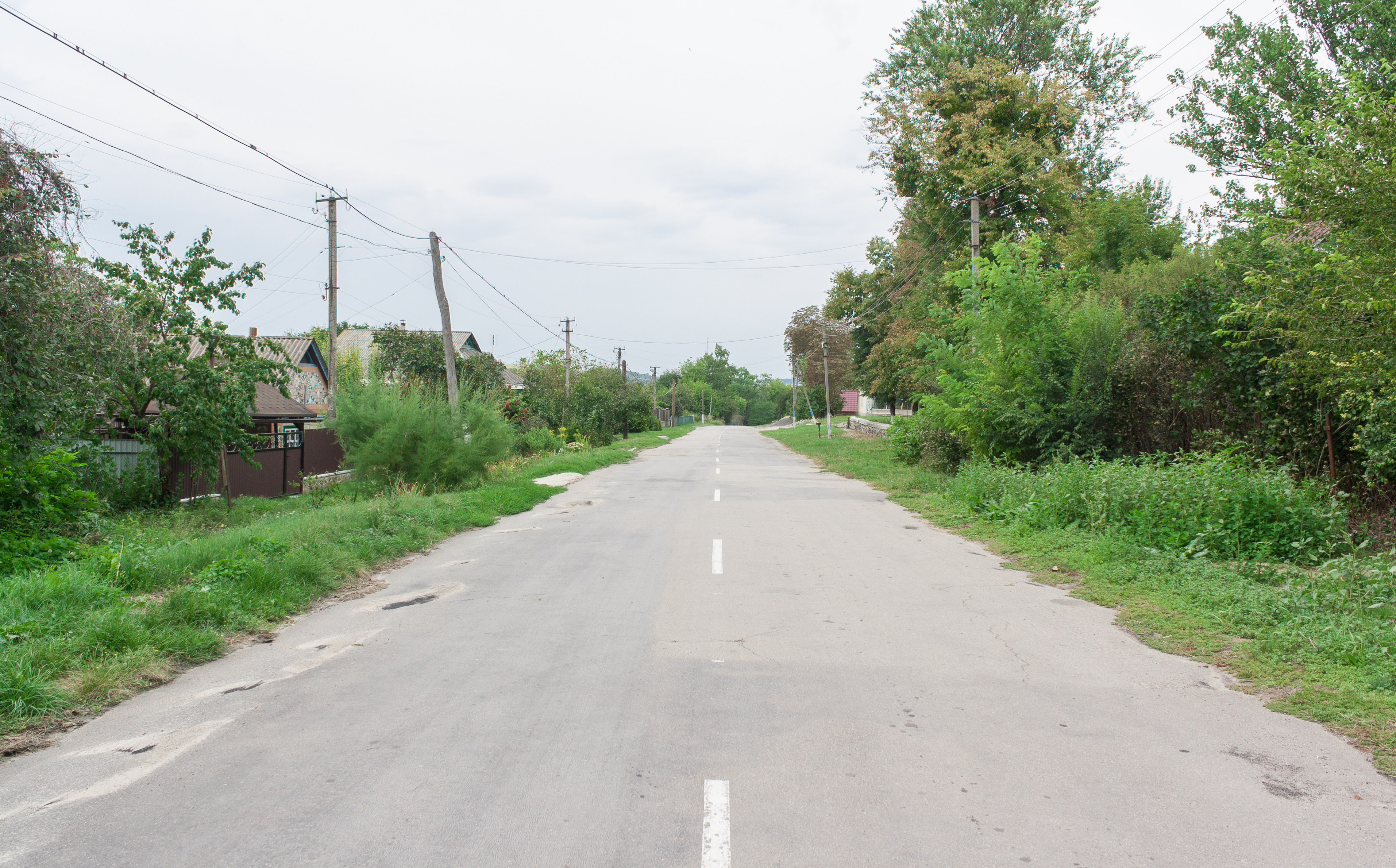
Вулиця Благовісна
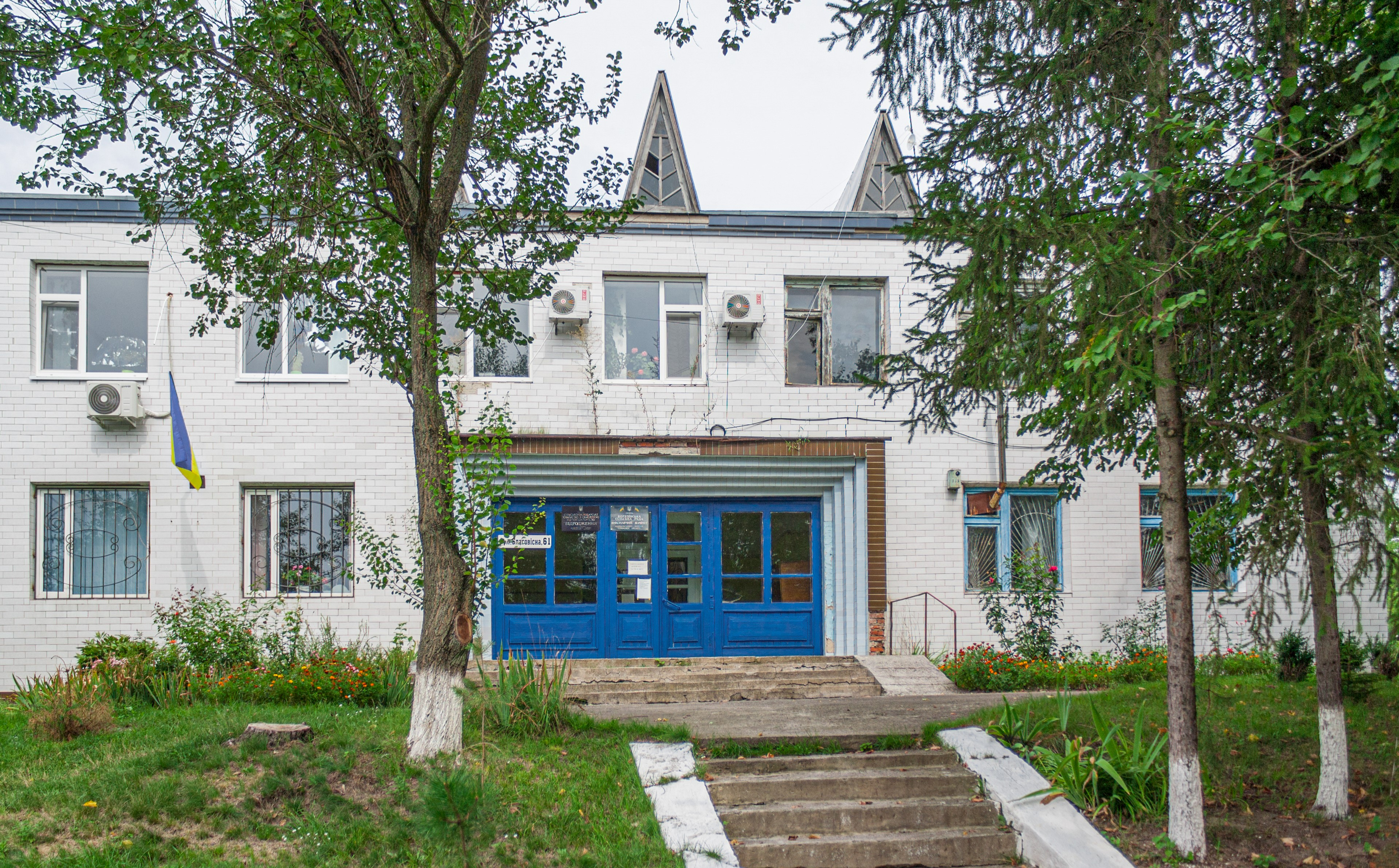
Сільська рада
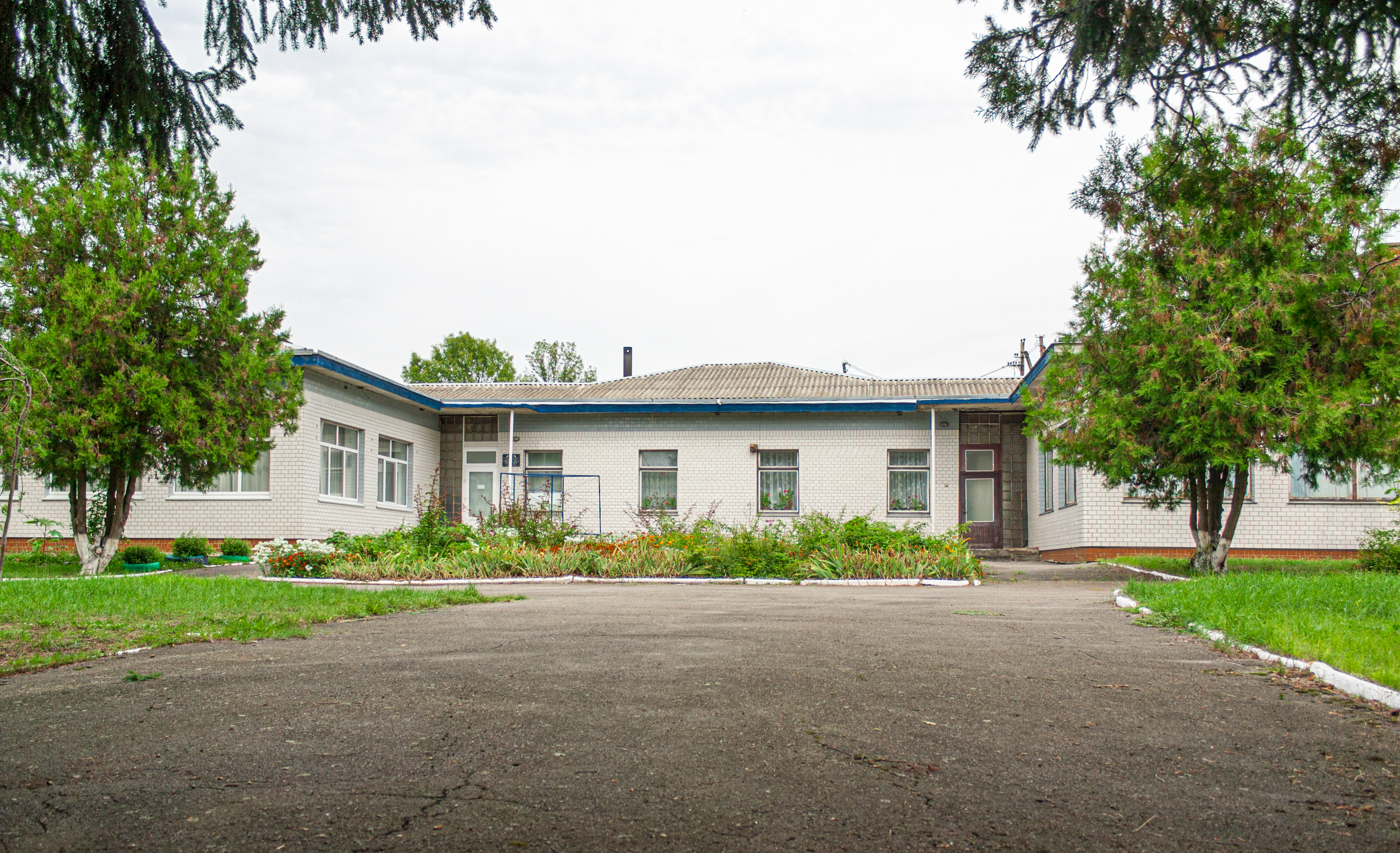
Дитсадок
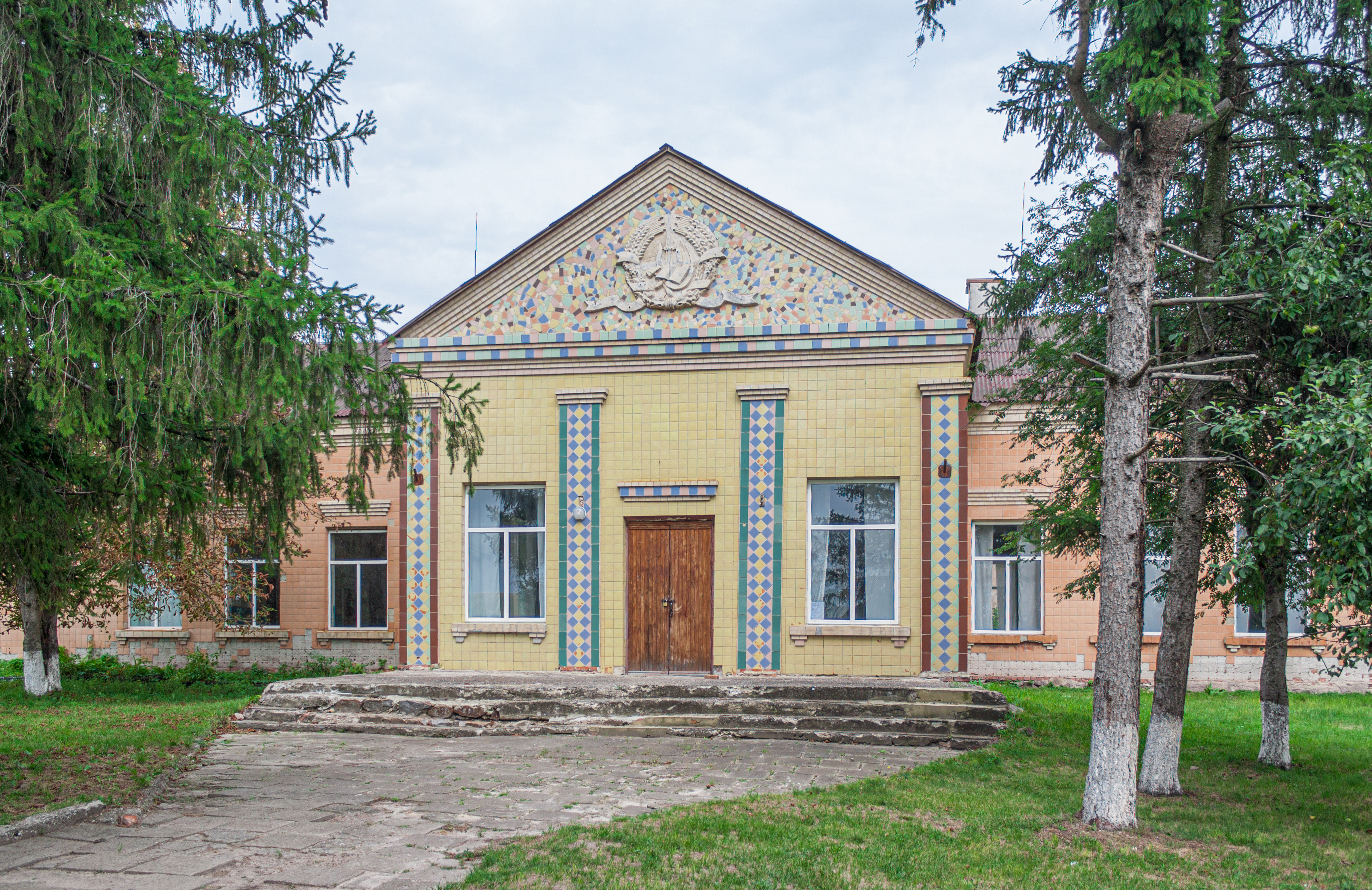
Будинок культури
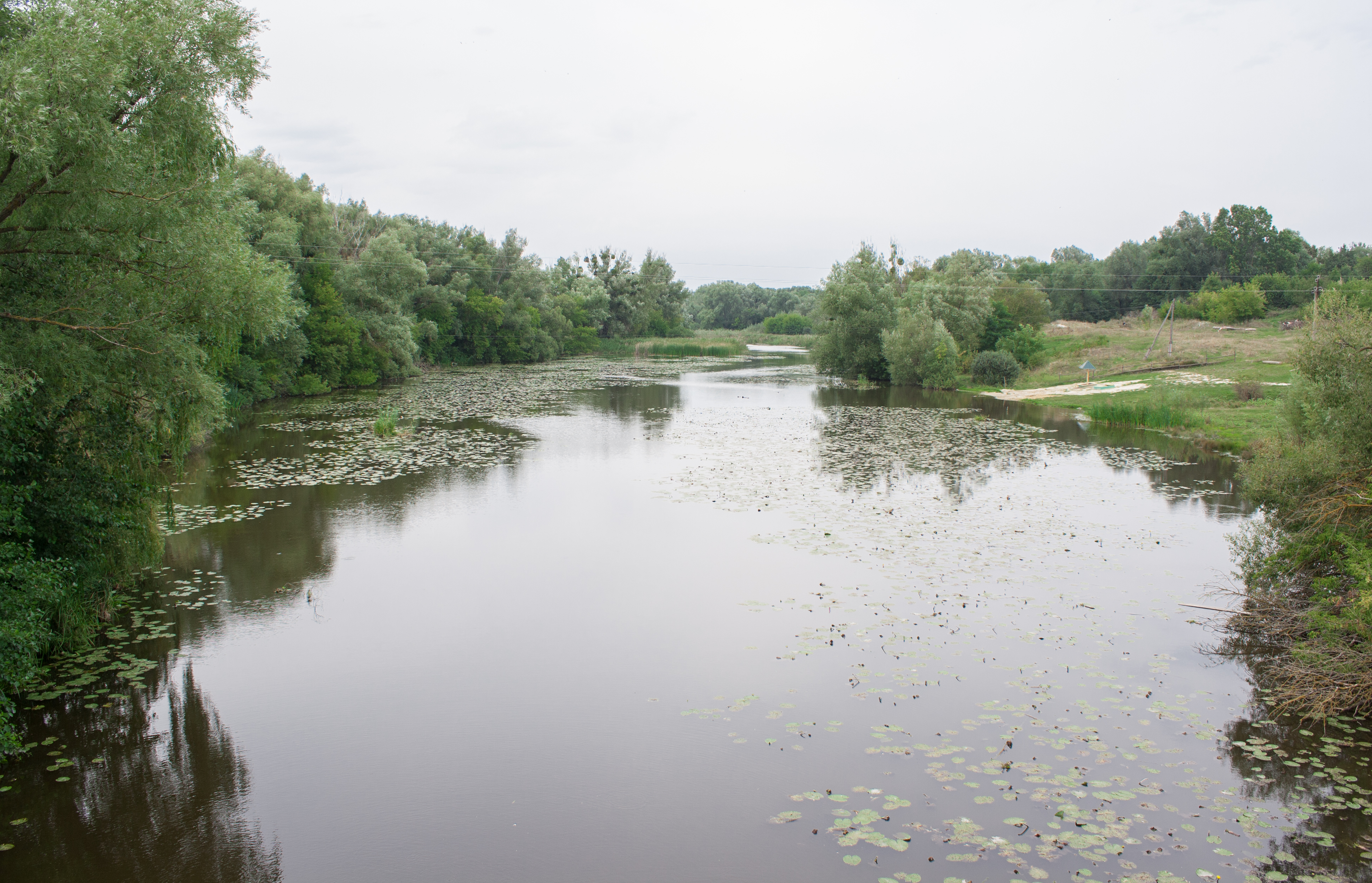
Річка Гірський Тікич
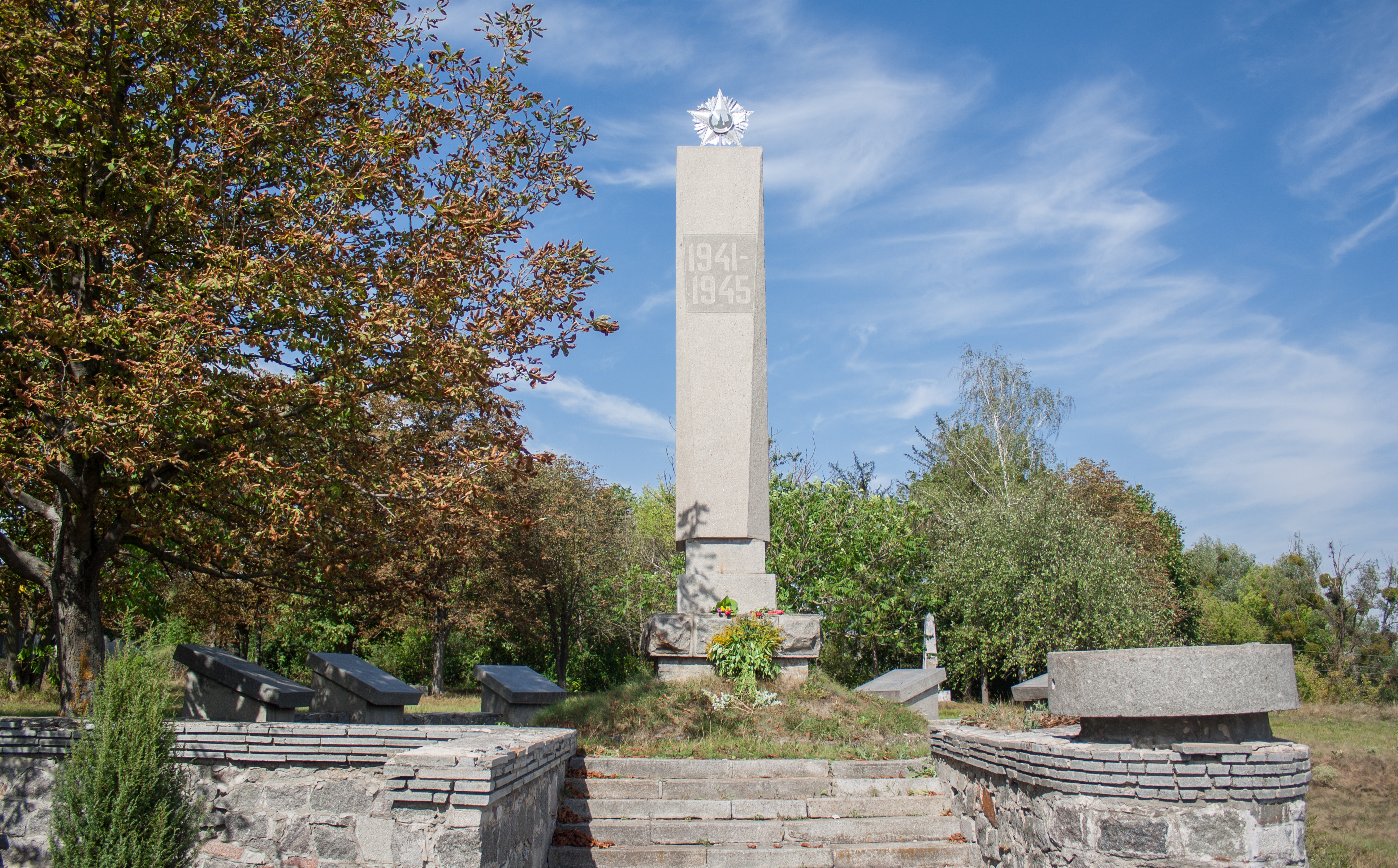
Пам'ятник воїнам-односельцям
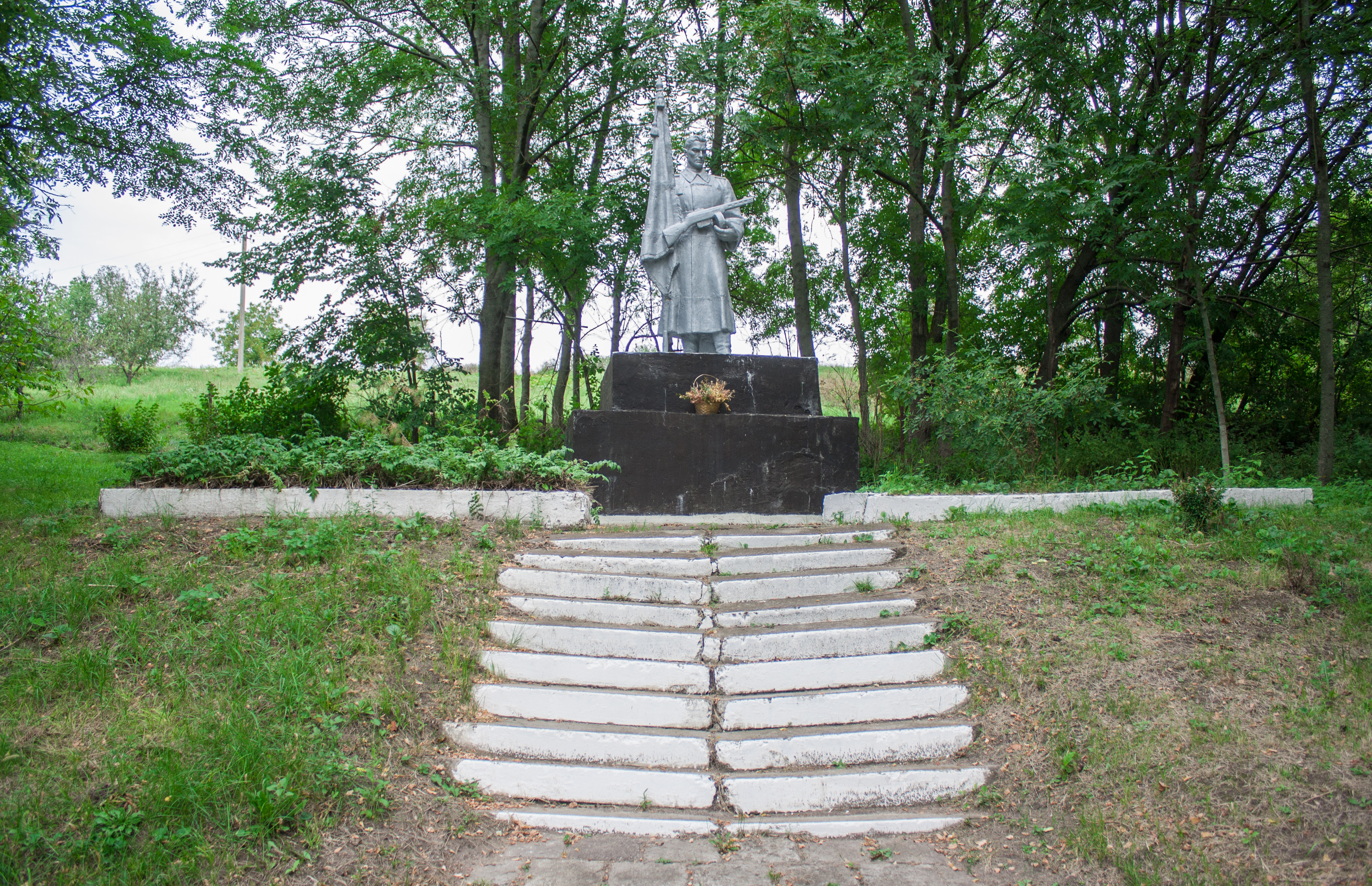
Братська могила радянських воїнів
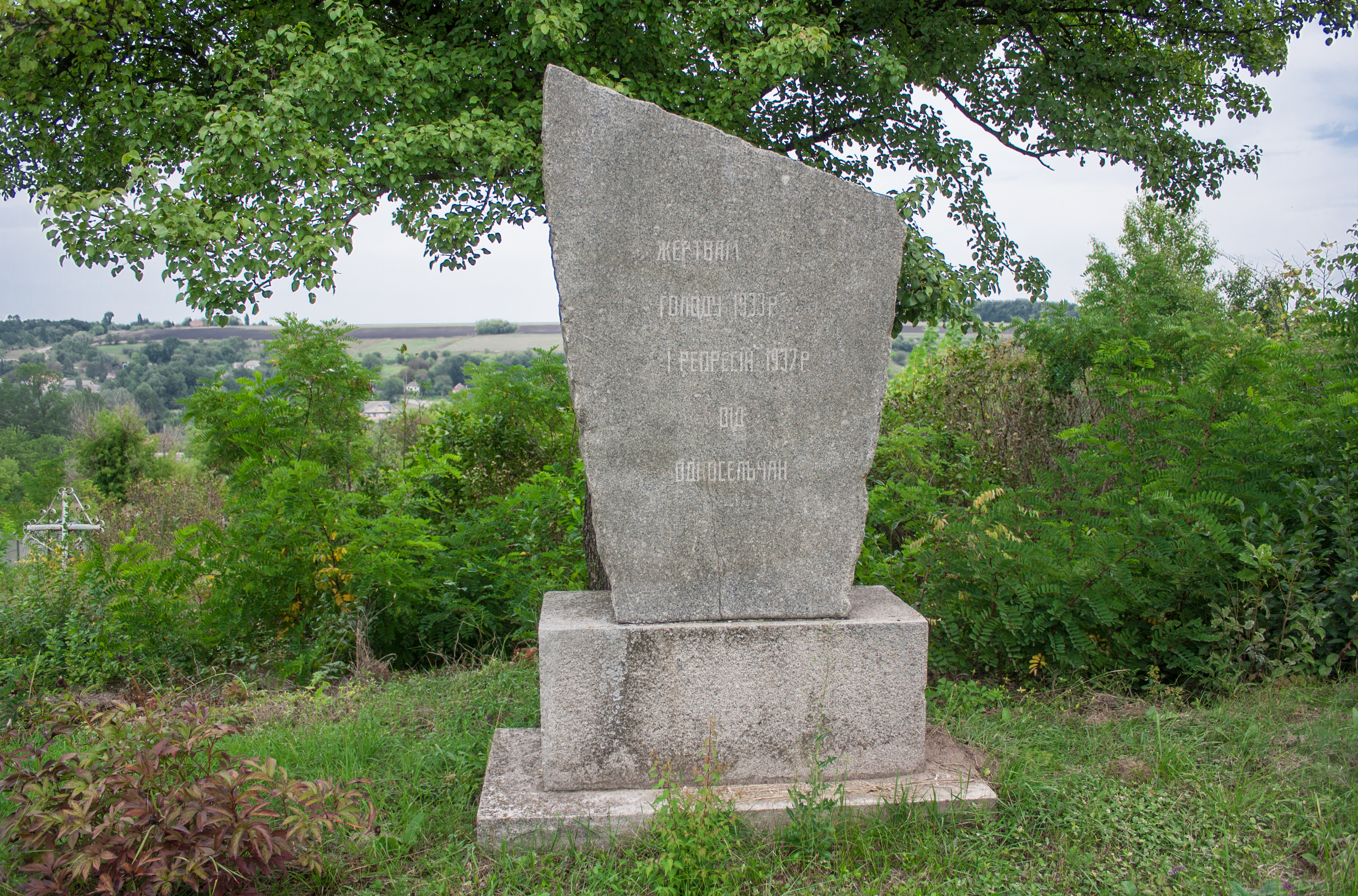
Пам’ятний знак жертвам Голодомору
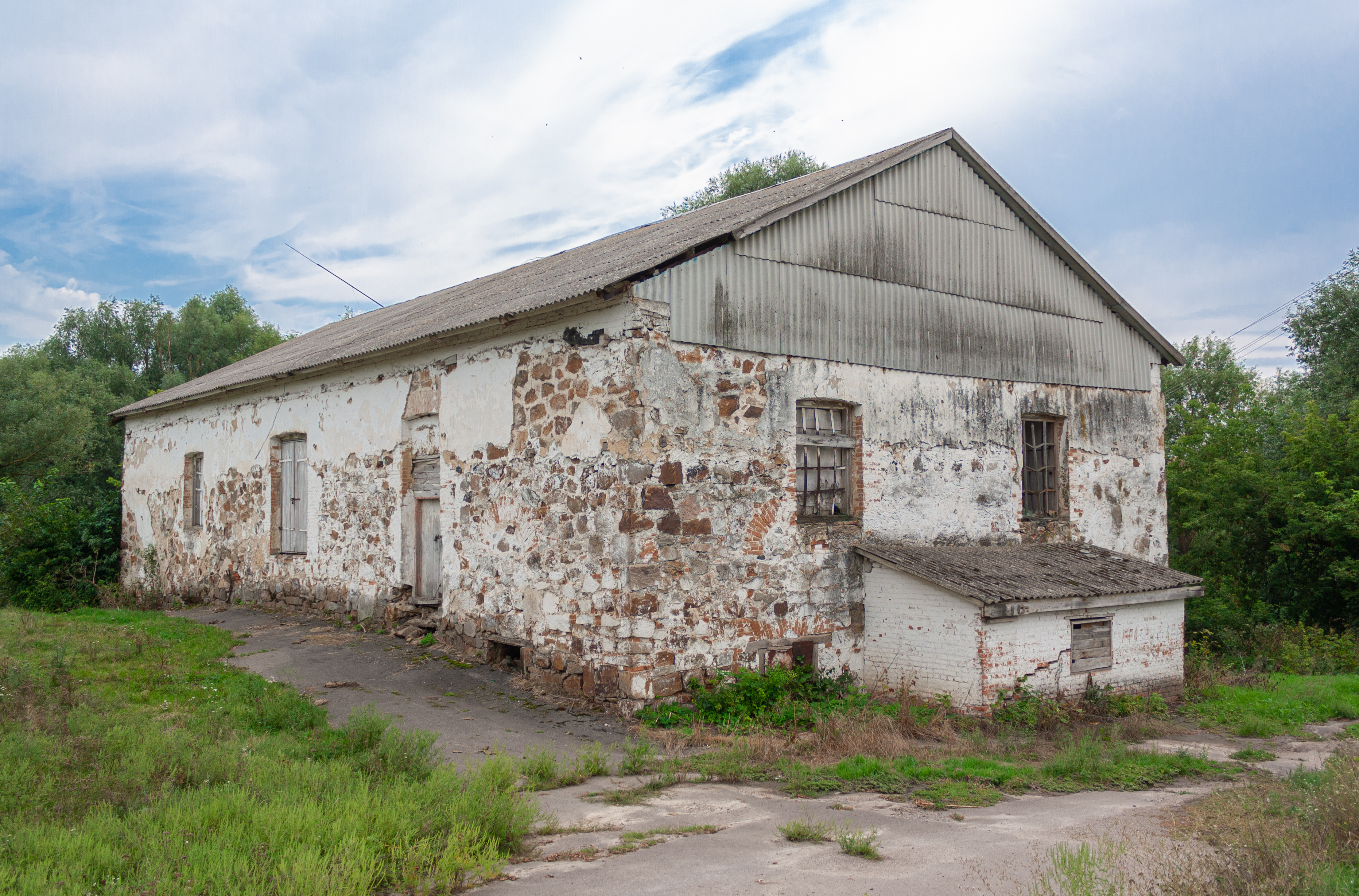
Млин